# Heather Nova
Heather Nova, geboren als Heather Allison Frith (Bermuda, 6 juli 1967) is een singer-songwriter. 

## Loopbaan
Heather brak door met het album Oyster (1994), na een tournee van bijna twee jaar.
Naast solo-optredens treedt ze regelmatig op bij festivals als Lowlands (1994, 1995, 1998, 2000 en 2005), Pinkpop (1995, 1999 en 2002), Pinkpop Classic (2009), Rock Werchter (1999 en 2003), Marktrock (2003), Lokerse Feesten (2006), Bospop (2010), Crossing Border (2011) en Boombal (2013).
In 2003 toerde ze met Lloyd Cole door Duitsland en in december 2005 gaf ze samen met BLØF een optreden voor het televisieprogramma De vrienden van Amstel LIVE. Ze schreef een Engelstalige tekst (Beautiful Day) voor het liedje Mooie Dag, dat op het BLØF-album Blauwe Ruis kwam te staan.
In 2002 bracht ze haar eerste dichtbundel The Sorrowjoy uit, met daarin zelfgemaakte tekeningen. Het akoestische album The Jasmine Flower, uitgebracht in 2008, is volledig opgenomen met behulp van zonne-energie.
In 2012 verzorgde Heather Nova het voorprogramma van Bryan Adams met zijn 'Greatest Hits' wereldtournee tijdens de Europese concerten in o.a Frankrijk, Nederland, België en Duitsland.

## Liefdadigheid
Heather Nova zet zich in voor goede doelen en is bijvoorbeeld in 2005 de ambassadeur geworden van de stichting Bring the Elephant Home. Deze stichting heeft als doel om Thaise straatolifanten vrij te kopen om ze naar een natuurreservaat in het Noorden van Thailand te brengen.

## Discografie

### Albums
| Album met eventuele hitnotering(en) in de Nederlandse Album Top 100 | Datum van verschijnen | Datum van binnenkomst | Hoogste positie | Aantal weken | Opmerkingen |
| ------------------------------------------------------------------- | --------------------- | --------------------- | --------------- | ------------ | ----------- |
| Glow Stars                                                          | 17-05-1993            |                       |                 |              |             |
| Oyster                                                              | 24-10-1994            | 12-11-1994            | 61              | 16           |             |
| Siren                                                               | 1998                  | 13-06-1998            | 37              | 17           |             |
| South                                                               | 2001                  | 06-10-2001            | 35              | 4            |             |
| Storm                                                               | 08-09-2003            | 27-09-2003            | 22              | 6            |             |
| Redbird                                                             | 08-08-2005            | 13-08-2005            | 23              | 9            |             |
| The Jasmine Flower                                                  | 10-10-2008            | 01-11-2008            | 43              | 3            |             |
| 300 Days at Sea                                                     | 27-05-2011            | 04-06-2011            | 38              | 5            |             |
| The Way It Feels                                                    | 2015                  | 29-05-2015            |                 |              |             |
| Pearl                                                               | 2019                  |                       |                 |              |             |
| Other Shores                                                        | 2022                  |                       |                 |              |             |
| Breath and Air                                                      | 2025                  |                       |                 |              |             |

| Album met hitnotering(en) in de Vlaamse Ultratop 200 albums | Datum van verschijnen | Datum van binnenkomst | Hoogste positie | Aantal weken | Opmerkingen |
| ----------------------------------------------------------- | --------------------- | --------------------- | --------------- | ------------ | ----------- |
| Oyster                                                      | 1994                  | 09-09-1995            | 33              | 10           |             |
| Siren                                                       | 1998                  | 06-06-1998            | 16              | 15           |             |
| South                                                       | 2001                  | 06-10-2001            | 17              | 6            |             |
| Storm                                                       | 2003                  | 27-09-2003            | 9               | 7            |             |
| Redbird                                                     | 2005                  | 13-08-2005            | 16              | 11           |             |
| 300 Days at Sea                                             | 2011                  | 04-06-2011            | 42              | 8            |             |

### Singles
| Single met eventuele hitnotering(en) in de Nederlandse Top 40 | Datum van verschijnen | Datum van binnenkomst | Hoogste positie | Aantal weken | Opmerkingen                            |
| ------------------------------------------------------------- | --------------------- | --------------------- | --------------- | ------------ | -------------------------------------- |
| Maybe an Angel                                                | 1995                  | 30-09-1995            | tip10           | -            |                                        |
| I'm No Angel                                                  | 2001                  | -                     |                 |              | #94 in de Single Top 100               |
| Virus of the Mind                                             | 2002                  | -                     |                 |              | #84 in de Single Top 100               |
| Someone new                                                   | 2002                  | -                     |                 |              | met Eskobar / #88 in de Single Top 100 |

| Single met hitnotering(en) in de Vlaamse Ultratop 50 | Datum van verschijnen | Datum van binnenkomst | Hoogste positie | Aantal weken | Opmerkingen |
| ---------------------------------------------------- | --------------------- | --------------------- | --------------- | ------------ | ----------- |
| Someone New                                          | 2002                  | 20-04-2002            | 14              | 15           | met Eskobar |

### Dvd's
| Dvd's met hitnoteringen in de Nederlandse Music Top 30 | Datum van verschijnen | Datum van binnenkomst | Hoogste positie | Aantal weken | Opmerkingen |
| ------------------------------------------------------ | --------------------- | --------------------- | --------------- | ------------ | ----------- |
| Live at the Union Chapel                               | 2004                  | 17-07-2004            | 16              | 1            |             |

### Ep's
- Heather Frith EP (1990)
- Spirit In You EP (1993)
- Live From The Milky Way (1995)
- The First Recording (1997), een kopie van de ep Heather Frith Ep, uitgebracht door Big Cat Records. The First Recording is een collector's item geworden, omdat het slechts in zeer beperkte oplage werd uitgebracht.
- Together As One (2005, om geld op te halen voor de Bermuda Sloop Foundation)
- Higher Ground (2011)

### Livealbums
- Blow (1993)
- Heather Nova Live From the Milky Way (1995)
- Wonderlust (2000)

### Verzamelalbums / overig
- Ultra Rare Acoustic Trax (akoestische compilatie) (2004)
- The Sorrowjoy (gedichtenalbum) (2006)